# Tomasz Gollob

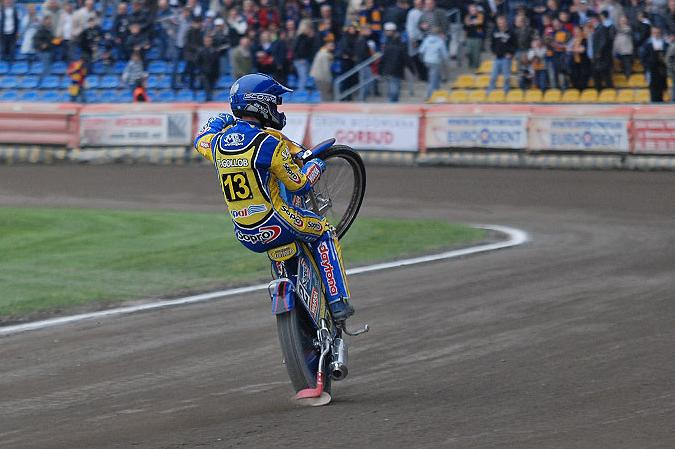
Tomasz Gollob firar en seger på ett hjul, 2006.

Tomasz "Tomek" Gollob, född 11 april 1971 i Bydgoszcz i Polen, är en polsk före detta speedwayförare. Han tog licens 1988. Gollob är den ende som deltagit i samtliga GP-säsonger sedan starten 1995. Han vann 2010 individuellt VM-guld och har med sitt Polen tagit sex stycken lag-VM-guld.

## Biografi

### Uppväxt och klubbkarriär
Tomasz Gollob växte upp i Bydgoszcz. Där debuterade han i det lokala speedwaylaget 1988, och han hade sedan kontrakt med klubben 1990–2003. 2004 flyttade Gollob till Unia Tarnów, där han kom att stanna fram till och med 2007. Åren 2008–2012 tävlade han för Stal Gorzów Wielkopolski, och 2013 är han medlem i KS Toruńs lag.
Gollob har även tävlat för klubbar i andra ligor. Åren 1998–2000 körde han för brittiska klubben Ipswich Witches. I svenska Elitserien körde han 2001–2010 för Västervik Speedway. Sedan 2011 har han varit knuten till Hammarby Speedway, där han år 2013 kör som "fri förare".
Gollob har åtta gånger blivit polsk mästare. Vinsterna kom fyra år i rad 1992–1995 samt därefter 2001, 2002, 2006 och 2009.

### Grand Prix och VM-finaler
Tomasz Gollob är den ende förare som deltagit i alla GP-säsonger sedan starten 1995. Fram till 2012 har han på 152 tävlingar vunnit 22 stycken (på totalt 61 GP-finaler), och på sammanlagt 841 starter tagit 299 heatvinster. Hans mest framgångsrika år var 2010, då han tog hem fyra tävlingar och totalt 39 heatvinster; det året vann han också VM-guld – Polens första individuella VM-guld på nästan 40 år. Förutom VM-guldet har Gollob tagit ytterligare fem medaljplatser vid VM-finaler.
I de olika GP-tävlingarna har Gollob varit mest framgångsrik hemma i Polen. Åren 1995–2007 tog han hem åtta segrar i Polens Grand Prix.
Gollob har också sex gånger deltagit i det polska lag som vunnit lag-VM-guld; 1996 som World Team Cup, 2005, 2007, 2009, 2010 och 2011 som World Cup.

## Meriter

### VM
- 1997 – 3:a
- 1998 – 3:a
- 1999 – 2:a
- 2001 – 3:a
- 2008 – 3:a
- 2009 – 2:a
- 2010 – 1:a

### Lag-VM
- 1996 – 1:a
- 2005 – 1:a
- 2007 – 1:a
- 2009 – 1:a
- 2010 – 1:a
- 2011 – 1:a